# Femme sage (psychologie analytique)

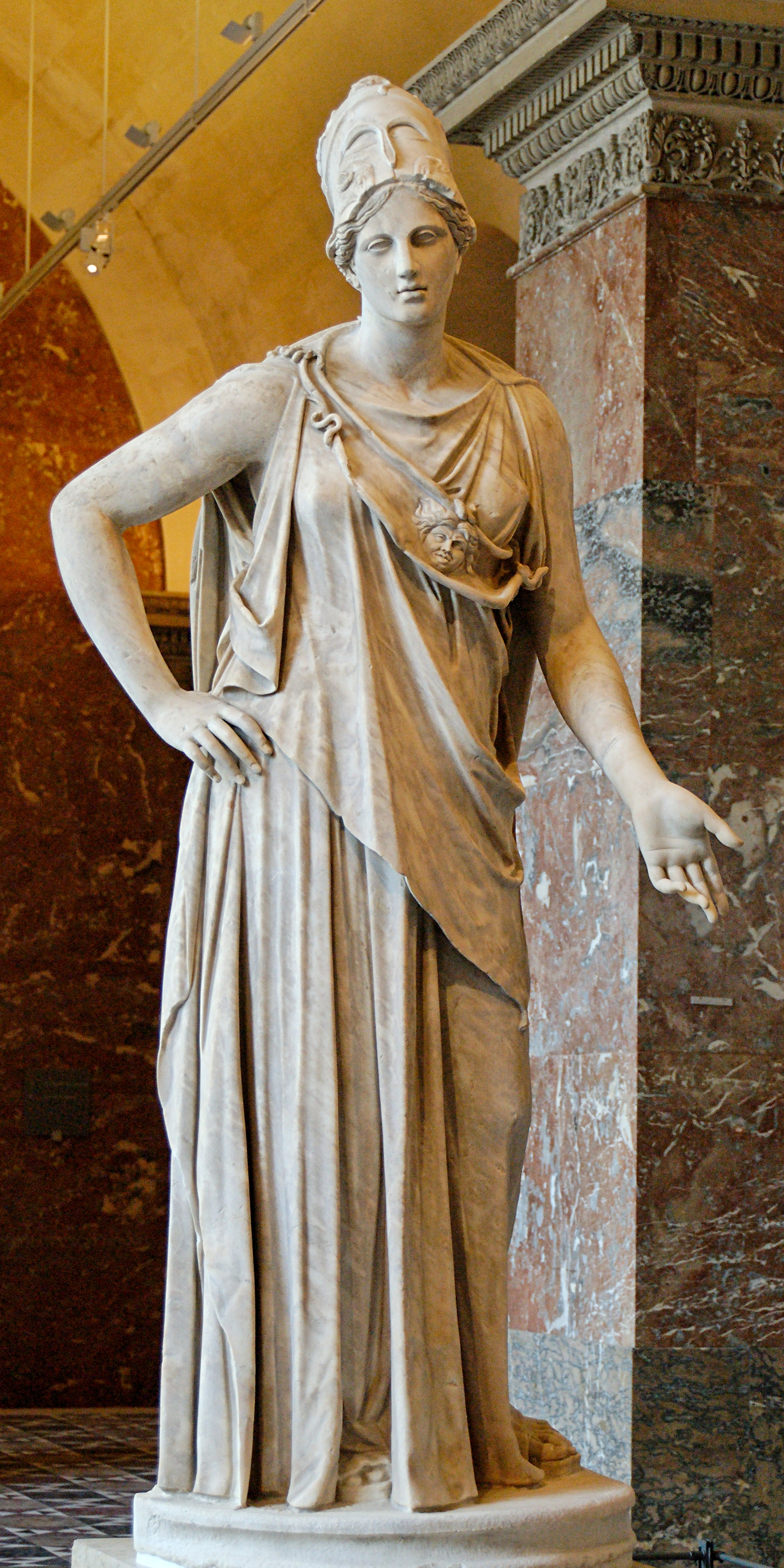
La déesse grecque Athéna est considérée comme une symbolisation de la femme sage par les théoriciens de la psychologie analytique.

Le concept de femme sage est assimilé par la psychologie analytique à un archétype, processus psychique émanant de l'inconscient collectif, plus précisément celui de l'anima, considéré comme correspondant à « la part féminine de l'homme ».
Plus exactement, elle est « l'anima du quatrième niveau, stade le plus élevé correspond à une sagesse transcendante, sous l'image d'Athéna, la Sophia des gnostiques, les initiatrices et les muses. »

## Les quatre stades de l'anima
Dans la plupart de ses ouvrages, dont L'homme la découverte de son âme, le psychiatre suisse Carl Gustav Jung affirme que les hommes et les femmes ne deviennent des « individus » à part entière, des êtres accomplis, qu'au terme d'un long travail d'introspection, qu'il appelle « processus d'individuation », au cours duquel leurs préoccupations évoluent du stade purement instinctif à un certain niveau de spiritualité.
Ce travail est semé d'épreuves, dans la mesure où il repose sur une différenciation entre les réalités de l'existence et les contenus (ou "complexes" ou encore "archétypes") provenant de l'inconscient et que l'on a tendance à projeter sur elles. Au premier rang de ces contenus figurent l'anima, « la part féminine de l'homme », et l'animus, « la part masculine la femme ». Selon Jung, bon nombre d'expériences amoureuses échouent, faute de ce travail d'identification de ces deux figures.
En 1946, dans son livre Psychologie du transfert, Jung distingue quatre niveaux de l'anima:
- la "femme primitive", dont "Eve" est la représentation la plus connue : le niveau purement instinctuel ;
- la "femme d'action", ou "Hélène" (en référence au personnage du Faust de Goethe) : le niveau romantique et esthétique ; 
- la "femme de la sublimation", dont "la Vierge Marie" constitue la principale illustration : stade confinant à la dévotion spirituelle ; 
- la "femme sage", ou "Sagesse" : quatrième et ultime stade.

## La découverte de la femme sage
Dans le processus d'individuation, le stade de la femme sage correspond au niveau de maturité psycho-affective le plus élevé et rares sont les hommes, selon Jung, à l'atteindre car « l'expérience archétypique est une expérience intense et bouleversante. Il nous est facile de parler tranquillement des archétypes, mais se trouver réellement confronté à eux est une tout autre affaire. La différence est la même qu'entre le fait de parler d'un lion et celui de devoir l'affronter. Affronter un lion constitue une expérience intense et effrayante, qui peut marquer durablement la personnalité ».
Pour un homme, atteindre le stade de la femme sage nécessite deux types de qualités :
- savoir tirer le maximum d'enseignements de ses relations avec les femmes (à commencer sa propre mère lorsqu'on est jeune), notamment lors des moments critiques que sont les désaccords ;
- développer un sens aigu de son intériorité et notamment savoir interpréter correctement les rêves ayant la féminité comme thème principal ; éventuellement, si nécessaire, dans le cadre d'une cure analytique.
Commentant le fait que la sagesse (anima, stade 4) l'emporterait sur la sainteté (anima, stade 3), Jung se contente de préciser : « bien souvent, un peu moins signifie davantage. »